# 1,3-propaandiamine
1,3-propaandiamine is een organische verbinding met als brutoformule C3H10N2. De stof komt voor als een kleurloze vloeistof met een scherpe, ammoniakachtige geur, die mengbaar is met water.

## Synthese
1,3-propaandiamine wordt bereid door de additie van ammoniak aan acrylonitril, gevolgd door hydrogenering.

## Toepassingen
1,3-propaandiamine wordt gebruikt bij de productie van fotochemicaliën, houtbeschermingsmiddelen, geneesmiddelen en pesticiden. Verder wordt het aangewend als harder voor epoxyharsen. In het laboratorium kan het gebruikt worden als organische base.
Azetidine wordt bereid door thermische omzetting van 1,3-propaandiamine met zoutzuur:
{\displaystyle {\ce {NH2(CH2)3NH2->[\mathrm {HCl} ]{C3H7N}+NH3}}}

## Toxicologie en veiligheid
1,3-propaandiamine ontleedt bij verhitting of bij verbranding, met vorming van giftige dampen van stikstofoxiden. De stof is een sterke base, ze reageert hevig met zuren en is corrosief. Ze reageert met sterk oxiderende stoffen, anhydriden en acylchloriden. 1,3-propaandiamine reageert ook met kwik, waarbij schokgevoelige stoffen worden gevormd en waardoor brand- en ontploffingsgevaar ontstaat.
De stof is corrosief voor de ogen, de huid en de luchtwegen. Inademing van de damp of inslikking van de vloeistof kan longoedeem en ernstige inwendige brandwonden (onder andere aan de slokdarm) veroorzaken. 1,3-propaandiamine wordt geabsorbeerd doorheen de huid en is als zodanig zeer toxisch.